# Yu-Gi-Oh! (film)
Yu-Gi-Oh! (遊☆戯☆王?, Yūgiō) è un cortometraggio d'animazione diretto da Junji Shimizu e prodotto da Toei Animation. 
È tratto dalla prima serie di Yu-Gi-Oh! ed è uscito al cinema il 6 marzo 1999 insieme ai film Digimon Adventure e Doctor Slump: Arare no Bikkuri Bān come parte del Tōei Spring Anime Fair '99.

## Trama
Un timido bambino di nome Shōgo Aoyama, a causa della sua eccessiva paura di perdere, non riesce mai a vincere una partita a Duel Monsters. Shōgo apre un pacchetto di carte e trova il leggendario Drago Nero Occhi Rossi, una delle carte più forti del gioco, subito dopo il Drago Bianco Occhi Blu.
Seto Kaiba scopre che Shōgo possiede il prezioso Occhi Rossi, e lo fa rubare da suoi scagnozzi per costringere il bambino, Jonouchi e Yugi a seguirlo; successivamente, si scopre che era tutta una trappola per riuscire a sfidare nuovamente Yugi. Osservando il coraggio dell'alter ego di Yugi in duello, Shōgo supera la propria paura e prega l'altro di utilizzare il suo Drago Nero (precedentemente recuperato da Jonouchi), ed è proprio grazie a quella carta che l'altro Yugi sconfigge Seto.

## Accoglienza
Il Tōei Spring Anime Fair '99 incassò circa 650 milioni di yen.